# Флоринське
Фло́ринське — село Долинської сільської громади у Подільського району Одеської області. Населення становить 189 осіб.

## Населення
Згідно з переписом УРСР 1989 року чисельність наявного населення села становила 217 осіб, з яких 99 чоловіків та 118 жінок.
За переписом населення України 2001 року в селі мешкало 189 осіб.

### Мова
Розподіл населення за рідною мовою за даними перепису 2001 року:
| Мова       | Відсоток |
| ---------- | -------- |
| українська | 76,19 %  |
| румунська  | 11,11 %  |
| вірменська | 6,88 %   |
| російська  | 5,29 %   |
| польська   | 0,53 %   |